# Moros y cristianos

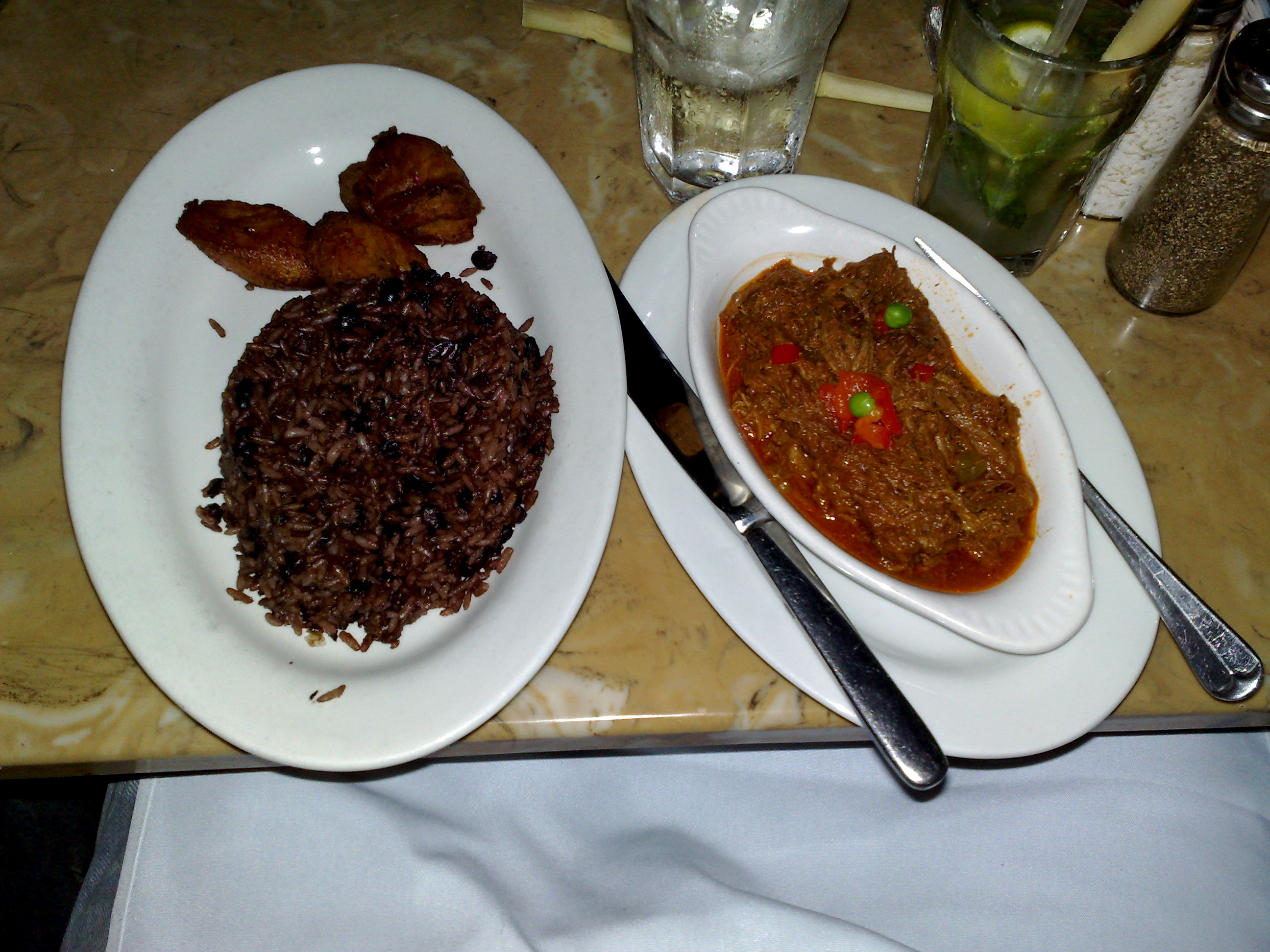

Moros y cristianos è una pietanza a base di fagioli neri e riso molto diffusa nell'area caraibica e in Sudamerica, dove prende diversi nomi a seconda dei paesi: Gallo pinto in Nicaragua e Costa Rica, Hoppin' John nel sud degli Stati Uniti e Pabellón criollo in Venezuela. È uno dei piatti principali della cucina cubana.

## Il nome
Il nome fa riferimento al colore delle pietanze e al periodo della Reconquista spagnola: i fagioli sono moros, i mori, mentre il riso rappresenta i cristianos, i cristiani della Spagna.

## Preparazione
La preparazione base, che può poi essere accompagnata ad altri ingredienti prevede l'utilizzo di riso bollito e fagioli. Può essere insaporita con aglio, cipolla, alloro e pepe ed è comune accompagnarla con pollo o carne di maiale e una salsa piccante detta mojo.

## Congrí
Lo stesso piatto, preparato con fagioli rossi (frijoles colorados) anziché neri (frijoles negros), prende il nome di congrí.